# Бибель, Леонард Вольфганг
Леона́рд Во́льфганг Би́бель (нем. Leonhard Wolfgang Bibel, родился 28 октября 1938 года в Нюрнберге) — немецкий ученый, математик и почетный профессор факультета компьютерных технологий в Дармштадтском техническом университете. Он один из первых исследователей искусственного интеллекта в Германии и Европе. Бибель основал необходимые институты, конференции и научные журналы, а также продвигал необходимые исследовательские программы для создания исследовательской области искусственного интеллекта как научной дисциплины.
Бибель работал в областях автоматизированного вывода, представления знаний, архитектуры дедуктивных систем и вывода, планирования, обучения, синтеза программ, а также над темами, касающимися влияния технологии искусственного интеллекта на общество. Его наиболее выдающимся научным вкладом был метод связи, который позволяет автоматически делать логические выводы в очень компактной форме. Бибель получил в 2006 году премию Herbrand Award за выдающийся вклад в развитие автоматизированного мышления.

## Биография
Вольфганг Бибель родился в Нюрнберге, в семье Ганса и Йоханны Марии Бибель, там же окончил среднюю школу. В период с 1944 по 1947 год ему пришлось переехать в Георгенсгмюнд из-за эвакуации, связанной с войной. В 1964 году закончил Мюнхенский университет Людвига-Максимилиана, где получил диплом математика. Дипломная работа была посвящена доказательству теоремы Реммерта. С 1964 по 1966 год он был научным сотрудником в Институте физики и астрофизики Макса Планка в Мюнхене. Позже Бибель перешел в Кельнский университет, где работал научным сотрудником. Там же в 1968 году получил докторскую степень с отличием по математической логике. Его диссертация была на тему «Устранение срезов в подсистеме логики простых типов».
С 1969 по 1987 год он был научным сотрудником Института компьютерных наук Мюнхенского технического университета. В 1987 году стал профессором компьютерных наук в Университете Британской Колумбии в Ванкувере, а через год стал адъюнкт-профессором, получив почетное звание, присвоенное ему университетом, поскольку затем перешел в Дармштадтский технический университет.
В 1988 году он стал профессором кафедры интеллекта тогдашнего факультета компьютерных наук Технического университета Дармштадта. В то время Бибелю было уже 50 лет. Дармштадтский технический университет был 16-м работодателем, а также последним для Бибеля. Это также была первая стабильная и подходящая рабочая среда для него. В 1991 учебном году он занял должность декана факультета компьютерных наук Дармштадтского технического университета. К этому времени он возглавил три комиссии по назначению. В свое время он также создал свою исследовательскую группу и сделал Дармштадтский технический университет одним из ведущих университетов в области искусственного интеллекта во всем мире. Самым выдающимся научным проектом стала Национальная приоритетная программа отчислений, финансируемая Немецким исследовательским фондом (DFG). Проект привел к тому, что Германия заняла лидирующие позиции в области искусственного интеллекта. Является заслуженным профессором с 2004 года.

## Вклад в искусственный интеллект в Германии и Европе
Несмотря на трудности, возникшие в Мюнхенском техническом университете он продолжил исследования в своей области. 1975 год можно считать стартовым для искусственного интеллекта в Германии. Герд Винкер созвал встречу в Бонне, в которой также приняли участие Вольфганг Бибель и Вольфганг Вальстер. По итогам встречи был создан информационный бюллетень KI, который впоследствии стал журналом KI. Первые шесть выпусков были выпущены Гансом-Хельмутом Нагелем. Начиная с седьмого выпуска, выпуском занимался Бибель до 1998 года. В течение этого времени он не получал поддержки от TUM, поэтому всю работу он должен был делать. На встрече также было принято решение создать подкомитет по искусственному интеллекту в техническом комитете Cognitive Systems в Gesellschaft für Informatik., членом которой Бибель был с 1975 года. Председателем был Ханс-Хельмут Нагель, который в то время был единственным профессором самого высокого уровня, признавшимся в искусственном интеллекте. Этот комитет координировал становление искусственного интеллекта как научной дисциплины в Германии. Позже роль взял на себя Бибель. Он также занимал эту должность дольше всех. В 1975 году он организовал семинар по автоматическим доказательствам, получивший международное признание в науке и бизнесе. Семинар был предшественником сегодняшней Немецкой конференции по искусственному интеллекту. В 1982 году вместе с Йоргом Зикманном он основал двухнедельную весеннюю школу KI Spring School (KIFS), так как результаты исследования ещё не дошли до студентов. Это привело к созданию одной из первых книг по искусственному интеллекту в Германии, которая приблизила студентов к этой теме. Сегодня школа является постоянно действующим учреждением. В 1985 году он также предложил первый продвинутый курс по искусственному интеллекту (ACAI), эквивалент KIFS для Европы. Бибель хотел основать европейскую организацию по искусственному интеллекту ещё в 1979 году. В 1982 году была проведена первая Европейская конференция по искусственному интеллекту и был основан Европейский координационный комитет по искусственному интеллекту, нынешняя Европейская ассоциация искусственного интеллекта (EurAI). Он стал её первым президентом. За все время у него не было профессуры и поддержки со стороны Мюнхенского технического университета, потому что они отказались.
23 апреля 2018 года инициировал мероприятия, которые привели к созданию CLAIRE (Конфедерация лабораторий исследований искусственного интеллекта в Европе).

## Членство и награды
- Первый немецкий член Ассоциации по развитию искусственного интеллекта[7], 1990 г.
- Член Канадского института перспективных исследований
- Один из десяти самых важных исследователей в истории искусственного интеллекта Германии по версии Gesellschaft für Informatik[8]
- Член Европейской ассоциации искусственного интеллекта[9]
- Член Gesellschaft für Informatik[10], 2006 г.
- Член Международной объединённой конференция по искусственному интеллекту, лауреат премии Дональда Э. Уокера за выдающиеся заслуги[11], 1999 г.
- Победитель Silver Core Международной федерации обработки информации[12], 1998 г.
- Лауреат премии Herbrand, 2006 г.
- Награда за выдающиеся заслуги Европейской ассоциации искусственного интеллекта[13], 2018 г.

## Публикации
- Wolfgang Bibel: Automated Theorem Proving. Publisher Vieweg+Teubner Verlag, Wiesbaden 1987, ISBN 978-3-528-18520-6
- Wolfgang Bibel: Reflexionen vor Reflexen — Memoiren eines Forschers. Publisher Cuvillier Verlag, Göttingen 2017, ISBN 978-3-7369-9524-6
- Otten, Jens & Bibel, Wolfgang. (2003). leanCoP: Lean Connection-Based Theorem Proving. Journal of Symbolic Computation. 36. 139—161. 10.1016/S0747-7171(03)00037-3.
- Otten, Jens & Bibel, Wolfgang. (2017). Advances in Connection-Based Automated Theorem Proving. 10.1007/978-3-319-48628-4.